# Herminio Teves
Herminio Guivelondo Teves, detto Meniong (Valencia, 25 aprile 1920 – Dumaguete, 15 maggio 2019), è stato un politico filippino.
È stato membro della Camera dei rappresentanti delle Filippine, per il terzo distretto della provincia di Negros Oriental, tra il 1998 ed il 2007. 
Era un componente dell'influente e numerosa famiglia Teves, conosciuta nello scenario politico di Negros Oriental. Suo fratello Lorenzo è stato Senatore tra il 1967 ed il 1972, mentre il figlio Margarito ed il nipote Pryde Henry hanno anch'essi fatto parte del Congresso filippino.

## Biografia
Herminio Teves nacque a Valencia, cittadina della provincia di Negros Oriental, secondogenito di Francisca Guivelondo e Margarito. Ai tempi l'agiata famiglia era nota localmente per la produzione di zucchero muscovado, iniziata nel lontano 1852 dall'antenato ispanofilippino Vicente Anunsacion Teves. Come il fratello maggiore Lorenzo, Herminio studiò presso l'Università Silliman. 
Il 30 giugno 1998 fu eletto deputato in rappresentanza del terzo distretto di Negros Oriental, al posto del figlio Margarito. Ricoprì tale incarico per tre mandati consecutivi sino al 2007, divenendo in quegli anni il più anziano membro della Camera dei rappresentanti delle Filippine. Le numerose proprietà del politico di Negros lo resero anche il più grande pagatore di tasse del Congresso.

### Vita personale
Teves è stato sposato due volte. Il primo matrimonio con Narcisa Enrera Bustalino si è interrotto nel 1949 con la morte della donna: dalla loro unione è nato Margarito, Ministro delle finanze durante l'amministrazione Arroyo. In seguito Teves si è sposato con una cugina di Narcisa, Victoria Enrera Villamor.
Morì a Dumaguete il 15 maggio 2019, all'età di 99 anni.